# 渡辺珍之
渡辺 珍之（わたなべ よしゆき）は江戸時代の地下官人。

## 概要
『地下家伝』によると渡辺宮内少輔源昌の子孫とされる。
寛保3年（1744年）2月10日に10歳で正六位下に叙された。延享元年（1744年）5月15日には修理少進に、同4年（1747年）3月16日には除目で主殿首に任じられた。寛延4年（1751年）6月22日には従五位下に叙され、宝暦元年（1751年）12月22日に大蔵大亟に任じられた。同9年（1759年）5月20日には従五位上に叙され、明和4年（1767年）2月4日には隠岐守を兼任した。同5年（1768年）10月1日には正五位下に、安永5年（1776年）1月19日に従四位下に叙され大亟の職を辞した。天明6年（1786年）10月28日には内豎頭に任じられ、同8年（1788年）3月16日には河内守を兼任した。寛政6年（1794年）11月4日に従四位上に叙され、同12年（1800年）4月20日に死去した。